# Коконари (Бузау)
Коконари (рум. Coconari) насеље је у Румунији у округу Бузау у општини Пошта Калнау. Oпштина се налази на надморској висини од 173 m.

## Становништво
Према подацима из 2002. године у насељу је живело 479 становника, од којих су сви румунске националности.